# Mahmoud Alavi
 (juillet 2025).
Le contenu est difficilement compréhensible vu les erreurs de traduction, qui sont peut-être dues à l'utilisation d'un logiciel de traduction automatique.
Mahmoud Alavi (persan : محمود علوی), né le 4 mai 1954 à Lamard, est un religieux et homme politique conservateur iranien.
De 2013 à 2021, il est ministre du Renseignement du gouvernement Hassan Rouhani. 

## Jeunesse
Alavi est né à Lamerd, dans la province du Fars, en 1954. Il est titulaire d'un doctorat en jurisprudence et en droit islamiques de l' université Ferdowsi à Machhad.

## Carrière
Alavi est un religieux et un érudit de la jurisprudence islamique. Il détient le rang religieux de Hojjatoleslam. Il est l'ancien chef du corps politique et idéologique de l'armée iranienne auquel il a été nommé par le chef suprême Ali Khamenei. Alavi a servi dans le poste de 2000 à août 2009. De plus, Alavi était le représentant spécial de Khamenei dans l'armée jusqu'en août 2009. Il a également assumé le poste de vice-ministre de la Défense.  
Il a servi au Majlis en tant que représentant de Téhéran pendant quatre mandats pendant les mandats des anciens présidents Rafsandjani et Khatami,. Il s'est présenté aux élections dans la liste du Front de résistance de la révolution islamique dirigée par Mohsen Rezaee lors des élections de 2012.
Il est membre de l'Assemblée des experts. Il a été l'officier de liaison d' Hassan Rouhani pour la ville de Qom et ses institutions lors des élections présidentielles de 2013. Alavi a été désigné ministre des Renseignements par Rouhani le 4 août 2013 Il a été approuvé pour le poste le 15 août par le Majlis avec 227 voix oui.  

### Vues
Ali Reza Eshraghi de l'Université de Caroline du Nord à Chapel Hill soutient qu'Alavi est un politicien principaliste dans l'arène politique iranienne. Il est donc un personnage conservateur et proche de Mohsen Rezaee. Alavi a publiquement critiqué la disqualification d'Ali Akbar Rafsandjani pour l'élection présidentielle de 2013 peu après l'élection.

## Articles Connexes
- Assemblée des experts
- Hodjatoleslam
- Madjles (Iran)
- Ministère du Renseignement de la république islamique d'Iran